# Давач тиску

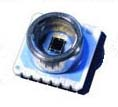
Цифровий давач тиску

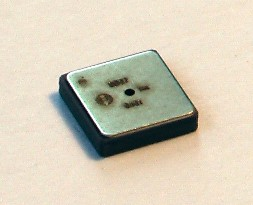
Компактний цифровий давач атмосферного тиску

Да́вач ти́ску (вимі́рювальний перетво́рювач ти́ску) — пристрій, що дозволяє отримувати і дистанційно передавати сигнал, що відповідає вимірюваному тиску.
Прилади, що поєднують у собі давач тиску та засіб відображення значення тиску і призначені для вимірювання надлишкового тиску називаються манометрами, або напоромірами, для вимірювання вакуумметричного тиску (нижче атмосферного, розрідження) — вакуумметрами або тягомірами, для одночасного вимірювання надлишкового і вакуумметричного тиску — мановакуумметрами або тягонапорометрами.
Манометри виконують функцію локального контролю і у більшості випадків через відсутність дистанційного доступу до їх показів (за виключенням манометрів з уніфікованим вихідним електричним сигналом) не можуть використовуватись у сучасних засобах автоматизації. Ця функція покладається на вимірювальні перетворювачі тиску.

## Класифікація
Ці прилади класифікуються за видом тиску, що вимірюється і типом вихідного сигналу. Вимірювальні перетворювачі тиску розрізняються також, по одиницях вимірювання та за низкою основних технічних характеристик (ГОСТ 22520-85).
За принципом роботи чи способом перетворення вимірюваного тиску у вихідний сигнал датчики тиску поділяються на:
- деформаційні (деформаційні переміщення пружного чутливого елемента (мембрани, сильфони, трубка Бурдона) трансформуються за посередництвом проміжних механізмів і перетворювачів в електричний чи електромагнітний сигнал);
- електричні (вимірюваний тиск, впливаючи на чутливий елемент, змінює його власні електричні параметри: електричний опір, електричну ємність або електричний заряд, котрі стають мірою цього тиску).

В останні роки набули поширення і інші принципи створення вимірювальних перетворювачів тиску: волоконно-оптичні, гальваномагнітні, об'ємного стиску, акустичні, дифузійні та ін.
За видом вимірюваного тиску датчики тиску поділяються на:
- перетворювачі абсолютного тиску;
- перетворювачі надлишкового тиску;
- перетворювачі вакуумметричного тиску;
- перетворювачі надлишкового/вакуумметричного тисків;
- перетворювачі різниці тисків;
- перетворювачі гідростатичного тиску.

За видом вихідного сигналу датчики тиску поділяються на:
- аналогові (вимірюваний тиск перетворюється в аналоговий уніфікований пневматичний чи електричний сигнал);
- цифрові.

Основні діючі давачі тиску належать до аналогових з уніфікованим струмовим сигналом 0…5, 0…20 або 4…20 мА. Останніми роками спостерігається перехід до цифрових датчиків тиску (у тому числі поширення набуває цифровий протокол HART). Бурхливо розвивається системна інтеграція перетворювачів тиску з використанням окремих різновидностей промислових мереж (Modbus, Profibus та ін.). При цьому використовується цифровий протокол обміну інформацією між давачем тиску та системою керування, що суттєво спрощує взаємозамінність приладів різних виробників.

## Деформаційні давачі тиску
У промисловій практиці вимірювання тисків поширення набули деформаційні прилади з пружним чутливим елементом. У цих приладах тиск визначається за деформацією пружних чутливих елементів або за зусиллям, що вони створюють, котрі перетворюються передавальними механізмами в кутове чи лінійне переміщення вказівника на шкалі приладу. За видом пружного чутливого елемента пружинні прилади поділяються на такі види:
- прилади з трубчастою пружиною (трубкою Бурдона);
- мембранні прилади;
- сильфонні прилади.

## Електричні давачі тиску
В електричних давачах тиску вимірюваний тиск, здійснюючи вплив на чутливий елемент, змінює його власні електричні параметри: електричний опір, електричну ємність чи електричний заряд, котрі стають мірою цього тиску. Основна маса датчиків тиску реалізовані за одним із трьох принципів:
- ємнісні — використовують пружний чутливий елемент у вигляді конденсатора із змінним зазором за рахунок зміщення чи прогину під дією тиску рухомого електрода-мембрани відносно нерухомого електрода;
- п'єзоелектричні — базуються на залежності поляризованого заряду чи резонансної частоти п'єзокристала кварцу чи турмаліну під дією прикладеного до нього тиску;
- тензорезисторні — використовують залежність активного електричного опору провідника чи напівпровідника від ступеня його деформації.